# Ferdinand Andreas von Wiser

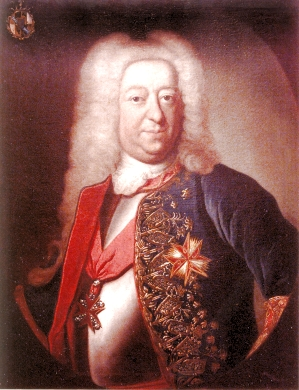
Graf Ferdinand Andreas von Wiser, als Ritter des toskanischen St.-Stephans-Ordens

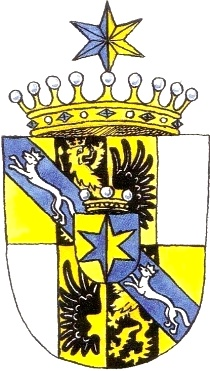
Wappen der Reichsgrafen von Wiser

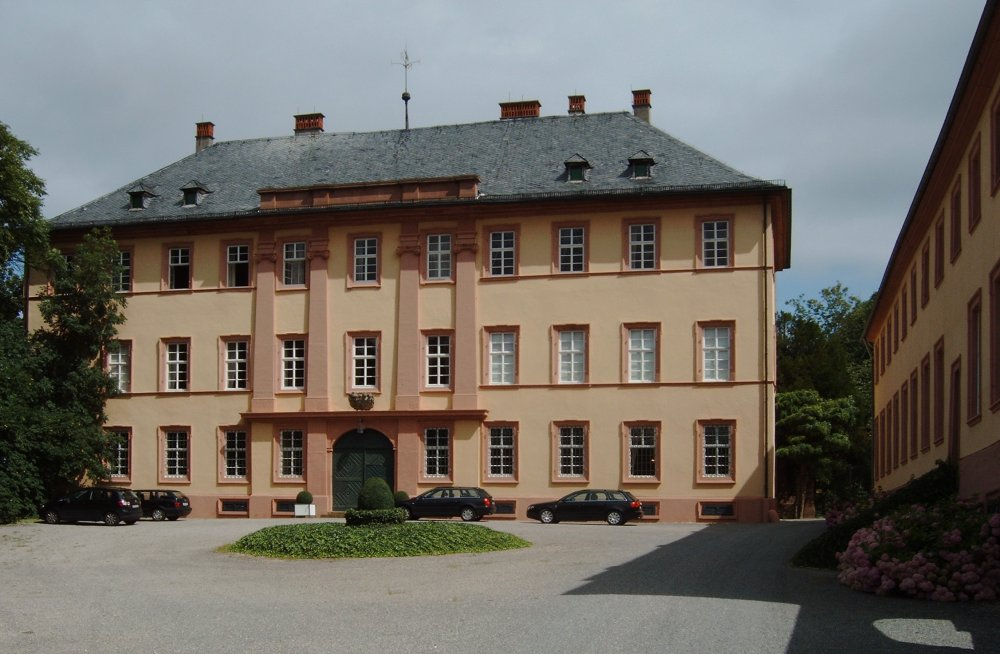
Schloss Wiser in Leutershausen an der Bergstraße

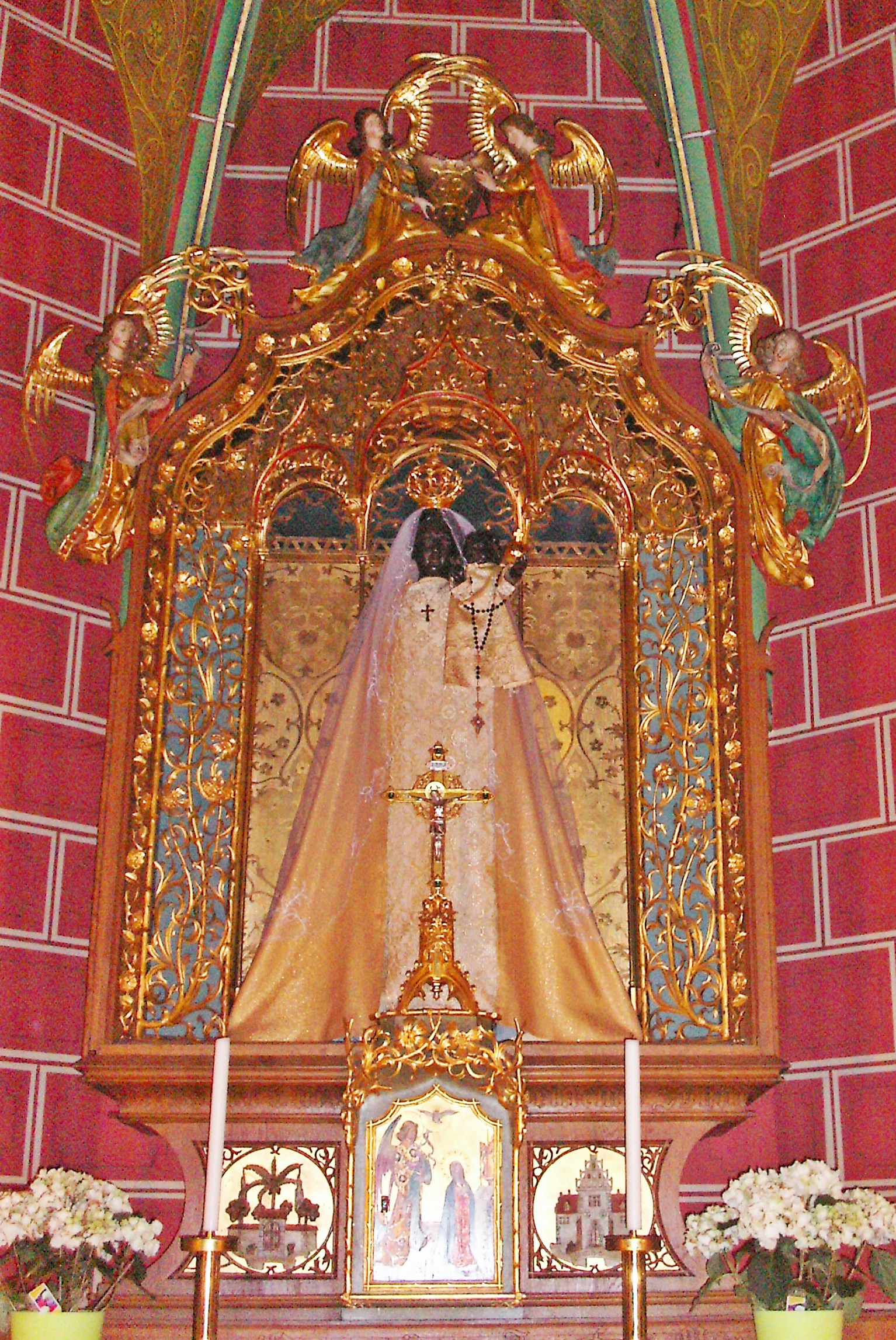
Das von Graf Ferdinand Andreas gestiftete Gnadenbild in Leutershausen

Gemeindewappen von Gonbach, Rheinland-Pfalz, in das zum Andenken an Graf Ferdinand Andreas das Wisersche Familienwappen übergegangen ist

Ferdinand Andreas von Wiser, öfter auch von Wieser (* 28. Januar 1677 [vermutlich] in Neuburg an der Donau; † 30. Januar 1751 in Mannheim) war ein Reichsgraf, hoher kurpfälzischer Beamter und Diplomat in diversen Ämtern sowie der Erbauer von Schloss Wiser in Leutershausen, heute Teilort der Gemeinde Hirschberg an der Bergstraße.

## Leben und Wirken

### Herkunft und Familie
Ferdinand Andreas von Wiser entstammte dem ursprünglich protestantischen, niederösterreichischen Adelsgeschlecht der Grafen von Wiser, das ab dem 17. Jahrhundert im Dienste des Wittelsbacher Familienzweiges Pfalz-Neuburg stand, der wieder zum katholischen Glauben zurückgekehrt war und 1685 die Herrschaft in der Kurpfalz übernahm. Infolge dieser Ereignisse konvertierte auch das Adelsgeschlecht derer von Wiser zur Katholischen Kirche.
Ferdinand Andreas war der ältere Sohn des 1702 in den Reichsgrafenstand erhobenen, pfalz-neuburgischen Geheimrats-Präsidenten und späteren kurpfälzischen Hofkanzlers Franz Melchior von Wiser und dessen Gattin Maria Walburga von Gradeneck. Sein jüngerer Bruder Franz Joseph von Wiser (1679–1755) begründete eine eigene Familienlinie in Siegelsbach und Friedelsheim. Die Familie kam erst mit der Regierungsübernahme der Pfalz-Neuburger Wittelsbacher in die Kurpfalz und ließ sich später dauerhaft hier nieder. Der Vater Franz Melchior von Wiser (1651–1702) war der einflussreichste Berater von Kurfürst Johann Wilhelm in allen Fragen der kurpfälzischen Innen- und Außenpolitik.

### Diplomat und Beamter
1694 wurde Graf Ferdinand Andreas Wiser, damals kurpfälzischer Oberst und Geheimer Rat, zum Oberamtmann von Kaiserslautern ernannt, 1698 war er als außerordentlicher kurpfälzischer Gesandter in Paris, von 1699 bis 1700 in gleicher Eigenschaft zu Rom, wo er in der Villa Medici, bei Graf Antonio Maria Fede (1649–1718) logierte, der dort für die Wittelsbacher Antiquitäten und Kunstwerke einkaufte.
Am 20. Februar 1701 heiratete Andreas von Wiser in der Schlosskapelle Düsseldorf Gräfin Maria Charlotte Amalie von Leiningen-Westerburg-Rixingen, die Tochter des kaiserlichen Generals und regierenden Leininger Grafen Philipp Ludwig. Außer seinem Vater Franz Melchior von Wiser waren auch Kurfürst Johann Wilhelm mit seiner Gemahlin Maria Anna, sowie Feldmarschall Graf Johann Ernst von Nassau-Weilburg (1664–1719) und Graf Johann Friedrich von Wittgenstein bei der Trauung zugegen.
Ab 1703 wirkte Graf Ferdinand Andreas in Wien, um am Kaiserhof die Interessen der Kurpfalz zu vertreten, gleichzeitig erhielt er die Beförderung zum Vize-Hofkanzler, 1716 avancierte er zum kurpfälzischen Vertreter beim Immerwährenden Reichstag in Regensburg, 1730 wurde er Vorsitzender des Hofgerichts zu Mannheim und ab 1748 auch kurpfälzischer Regierungspräsident. Graf von Wiser war Ritter des St.-Stephans-Ordens, der höchsten Auszeichnung des Großherzogtums Toskana.
Ferdinand Andreas von Wiser lebte mit seiner Familie überwiegend in Mannheim. In seiner nahen Herrschaft Leutershausen ließ er sich 1710–1716 von dem Baumeister Johann Jakob Rischer das Schloss Wiser als Residenz erbauen. Er unterstützte in seinen Territorien und in der Kurpfalz nachhaltig alle katholischen Bestrebungen; bei seinem Schloss ließ 1737 er eine Loretto-Kapelle als Pilgerstätte errichten, deren 1907 in die nahe Pfarrkirche St. Johannes Baptist übertragenes Gnadenbild, eine Schwarze Madonna, bis heute das Ziel von Wallfahrten ist.
Seit dem Tod seines Vaters Franz Melchior 1702 hatte Graf Wiser von der Kurpfalz auch die Herrschaft Zwingenberg zu Lehen, umfassend die Ortschaften Zwingenberg (Baden), Friedrichsdorf (heute ein Teil von Eberbach) sowie die jetzt zur Gemeinde Waldbrunn (Odenwald) zusammengefassten Dörfer Dielbach, Katzenbach, Strümpfelbrunn, Mülben und Ferdinandsdorf, welch letzteres nach dem Grafen benannt war, da er das Dorf hatte anlegen lassen.
Linksrheinisch besaß Ferdinand Andreas von Wiser seit 1705, aus der Mitgift seiner Frau, die Dörfer Münchweiler an der Alsenz und Gonbach, im Donnersberggebiet. Wenngleich das Wisersche Territorium durch seine früheren Besitzer weitgehend protestantisch dominiert und Graf Ferdinand Andreas ein eifriger katholischer Parteigänger war, so respektierte er trotzdem die bestehenden Religionsverhältnisse. Hierzu heißt es in der Zeitschrift „Pfälzer Heimat“ (Pfälzische Gesellschaft zur Förderung der Wissenschaften), Jahrgang 1970, Seite 135: „Anfang des 18. Jahrhunderts kamen die Dörfer Münchweiler und Gonbach durch Heirat in den Besitz der katholischen Grafen von Wiser. Der neue Herr, Graf Ferdinand Andreas von Wiser, achtete die hergebrachten kirchlichen Rechte.“
Nur mit Mühe gelang es Graf Wiser auch Menschen anderen Glaubens dort anzusiedeln und deren leidliche Duldung zu erreichen. Im Jahre 1729 erscheinen im Lagerbuch Münchweiler erstmals seit der Reformation eine katholische und eine jüdische Familie, wobei Graf Ferdinand Andreas letztere sogar als „Schutzjuden“ in seine behördliche Obhut nahm. Sein Sohn und Nachfolger Karl von Wiser musste am 29. Juni 1753 schriftlich darüber klagen, dass an dem in der Grafschaft zum gesetzlichen Feiertag erklärten und für Katholiken besonders wichtigen Fronleichnamsfest, die protestantischen Bewohner Münchweilers sich nicht scheuten „alle Knechtsarbeit im Feld öffentlich“ zu verrichten.
Am 10. Oktober 1734 verstarb die Gattin Maria Charlotte Amalie von Leiningen-Westerburg-Rixingen in Mannheim. Die Söhne des Paares schlugen eine militärische Laufbahn ein. Graf Karl von Wiser (1716–1788) war kurpfalz-bayerischer Generalleutnant, sein Bruder Graf Philipp von Wiser (1718–1805) kurpfälzischer Generalmajor. Die Familie der Grafen von Wiser lebt bis heute in Leutershausen fort.
Zum Andenken an Graf Ferdinand Andreas von Wiser hat man in das Ortswappen von Gonbach, Rheinland-Pfalz, die gräflichen Farben blau-gold und den in diesen Farben gespaltenen Stern aus seinem Familienwappen aufgenommen. Der Graf hatte durch die Errichtung einer Handwerkerzunft im Jahre 1724 die wirtschaftliche Entwicklung des Dorfes bedeutend gefördert; besonders die Leinenweberei, auf die auch das Weberschiffchen im Gemeindewappen hinweist.